# Aristide Delannoy
Pour les articles homonymes, voir Delannoy.
Aristide Delannoy, né à Béthune le 30 juillet 1874 et mort à Paris 14e le 5 mai 1911, est un peintre, dessinateur de presse, caricaturiste et militant libertaire français.

## Biographie
Issu d'une famille modeste - ses parents sont de petits commerçants en horlogerie, il est, dès ses quinze ans et malgré une faible audition, caporal au bataillon scolaire. Passionné par la peinture, il suit les cours de dessin et de peinture de Pharaon de Winter à l'École des beaux-arts de Lille, puis, en 1897, les cours de l'École des beaux-arts de Paris avant d'exposer au Salon des indépendants à partir de 1902.
Sa peinture ne lui permettant pas de faire vivre sa famille, il se tourne vers le dessin de presse. De sensibilité anarchiste, il publie également des dessins dans L'Assiette au beurre à partir de 1901, puis collabore avec de nombreux journaux libertaires et antimilitaristes, parmi lesquels Les Temps nouveaux, La Guerre sociale et Les Hommes du jour, pour lequel il réalisera près de cent-cinquante couvertures.

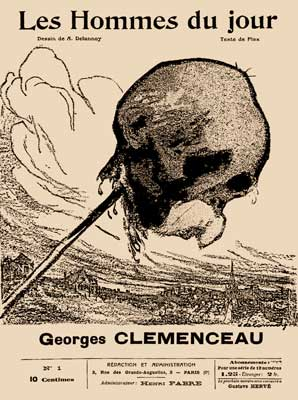
Georges Clemenceau vu par Aristide Delannoy, Les Hommes du jour, janvier 1908

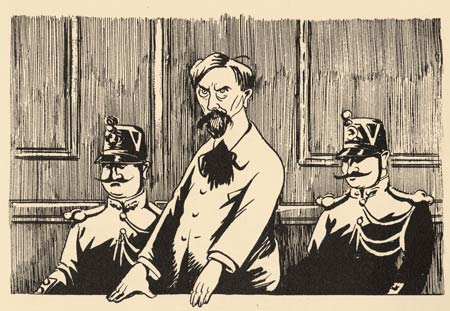
Le 26 septembre 1908, Aristide Delannoy lors de son procès pour une caricature du général Albert d'Amade dans Les Hommes du jour (dessin de Vivriès).

### Les Hommes du jour
On lui doit une caricature de Georges Clemenceau à l’apparence d’une tête de mort pour le premier numéro des Hommes du jour en janvier 1908, au lendemain de la sanglante répression du mouvement des carriers des sablières de Draveil. Victor Méric a raconté dans le numéro des Hommes du jour consacré à Delannoy l’accueil qui fut fait à ce dessin devenu fameux : « Nous étions assez inquiets. Il nous fallait, pour le premier numéro destiné au Grand Flic Clemenceau, un dessin vigoureux, acerbe, mordant. J’avais fait le possible pour le texte. Quand Delannoy, quelques jours après, revint avec son carton et exhiba la fameuse tête de mort, nous trépignâmes de joie. Avec un dessin semblable, c’était le succès assuré. Ce fut le triomphe. La Gueule de Clemenceau tirée à 25 000 s’enleva comme du petit pain »,.

### Procès, amende, prison
Le 26 septembre 1908, avec Victor Méric, il est condamné à un an de prison et à 3 000 francs d’amende, une somme considérable à l'époque, pour avoir, dans Les Hommes du jour, représenté le général Albert d'Amade, qui s’était « illustré » au Maroc, en boucher au tablier taché de sang. Quinze personnalités, dont Octave Mirbeau, Anatole France et Lucien Descaves, témoignent au procès. Les deux hommes furent incarcérés à la prison de la Santé. Delannoy, atteint de tuberculose, est libéré le 21 juin 1909 avant l’expiration de sa peine, non sans avoir été soutenu, entre autres par ses confrères dans un numéro spécial de L'Assiette au beurre intitulé  « Les artistes sont des gens qui… » daté du 8 mai. Cette arrestation jeta un grand froid dans le milieu des caricaturistes, certains n'osèrent plus signer de leurs véritables noms et, de fait, un projet de loi sur la liberté de la presse, plus restrictif, se tramait.
En février 1910, il est cosignataire du manifeste du Comité antiparlementaire révolutionnaire initié par Jules Grandjouan.

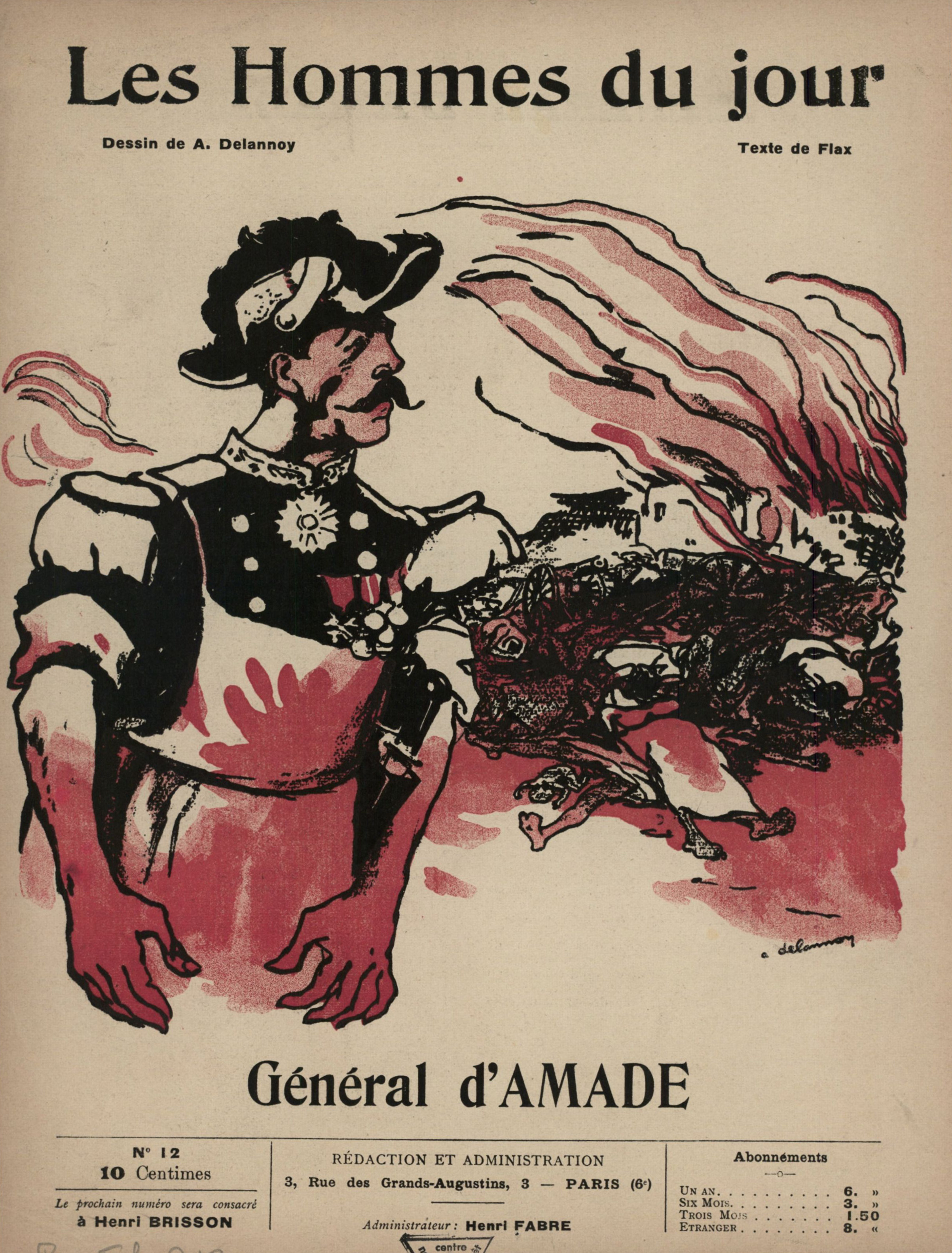
Le général d'Amade en « boucher du Maroc », 1908.

### Sites internet
- Ressources relatives aux beaux-arts :   - AGORHA
  - Artists of the World Online
  - Bénézit
  - Bridgeman Art Library
  - MutualArt
  - RKDartists
  - Union List of Artist Names
- Ressource relative à la vie publique :   - Maitron
- Notice dans un dictionnaire ou une encyclopédie généraliste :   - Deutsche Biographie
- Notices d'autorité :   - VIAF
  - ISNI
  - BnF (données)
  - IdRef
  - LCCN
  - GND
  - Belgique
  - Pays-Bas
  - NUKAT
  - Tchéquie
  - WorldCat
- Dictionnaire des anarchistes, « Le Maitron » : notice biographique.
- Dictionnaire biographique, mouvement ouvrier, mouvement social, « Le Maitron » : notice biographique.
- L'Éphéméride anarchiste : notice biographique.
- L'Assiette au beurre no 173 du 23 juillet 1904 dessiné par Aristide Delannoy, en ligne sur assietteaubeurre.org